# Moza (departament)
Moza (fr. Meuse, wymowaⓘ, ˈmøːz) – francuski departament położony w regionie Grand Est. Departament oznaczony jest liczbą 55. Departament został utworzony 4 marca 1790 roku. Jego nazwa pochodzi od rzeki Mozy.
Według danych na rok 2010 liczba zamieszkującej departament ludności wynosi 193 923 os. (31 os./km²); powierzchnia departamentu to 6211 km². Ośrodkiem administracyjnym (prefekturą) departamentu jest Bar-le-Duc, a największym miastem – Verdun. 
W 2023 roku w skład departamentu wchodziło 499 gmin (lista).

## Miejscowości
Największe miejscowości departamentu (w nawiasach liczba ludności w 2021 roku):

- Verdun (16 689)
- Bar-le-Duc (14 668)
- Commercy (5319)
- Saint-Mihiel (3924)
- Ligny-en-Barrois (3803)
- Étain (3473)
- Thierville-sur-Meuse (3179)
- Belleville-sur-Meuse (3021)
- Revigny-sur-Ornain (2702)
- Ancerville (2599)
- Stenay (2471)
- Bouligny (2435)
- Fains-Véel (2090)
- Montmédy (2031)
- Vaucouleurs (1923)
- Cousances-les-Forges (1667)
- Euville (1639)
- Void-Vacon (1614)
- Vigneulles-lès-Hattonchâtel (1574)
- Dieue-sur-Meuse (1449)
- Clermont-en-Argonne (1438)
- Lérouville (1403)
- Tronville-en-Barrois (1331)
- Vignot (1288)
- Dugny-sur-Meuse (1283)
- Longeville-en-Barrois (1101)
- Gondrecourt-le-Château (1053)
- Sorcy-Saint-Martin (1049)
- Pagny-sur-Meuse (1016)